# Centrale Kredietkas voor de Middenstand
De Centrale Kredietkas voor de Middenstand (CKM) was een Belgische bank gelieerd aan de Christelijke Landsbond van de Belgische Middenstand (CLBM).

## Historiek
Vanaf 1921 werden tal van spaar- en kredietcoöperaties opgericht in de schoot van de katholieke middenstandsorganisaties, waaronder de 'Middenstands Spaar- en Leenbank van Mechelen', de 'Middenstandsbelangen' te Kortrijk en de 'Middenstands Spaar- en Leenbank De Rupel' te Boom. 
Datzelfde jaar nog werden de ontwerpstatuten van de Centrale Middenstandsbank (CMB), als overkoepelende organisatie, voorgelegd aan de lokale afdelingen. Het zou echter nog twee jaar duren alvorens de oprichting van de CMB door de hoofdraad van de CLBM werd goedgekeurd. De hoofdzetel van de CMB werd gevestigd in het lokaal van de Antwerpse Burgerkring in de Keizerstraat en het bestuur van de financiële instelling werd toegewezen aan Louis Crauwels.
Na een gerechtelijke procedure aangespannen door Domien Vanderheyden van de 'Antwerpse Bank van de Middenstand' werd de CLBM in april 1925 gedwongen de naam van haar bank te wijzigen in 'Centrale Kredietkas voor de Middenstand' (CKM). Kort daarvoor was de maatschappelijke zetel van de bank overgebracht naar het CLBM-secretariaat in de Troonstraat te Brussel en had Crauwels ontslag genomen uit zijn functie. Eind dat jaar bleek de CKM met een aanzienlijke financiële put te kampen. Een gevolgd van enerzijds het hoge tempo waarin de voorafgaande jaren filialen waren opgericht en anderzijds van het beperkte kapitaal - waarvan slechts 10% was volgestort - waarover de bank beschikte.
Met de gemeenteraadsverkiezingen van 1926 voor de deur kon CLBM-directeur Victor Corluy de regionale leiders van de beheerraad niet overtuigen de aandelen van de bank vol te storten. Een reorganisatie volgde waarbij de CKM werd hervormd tot een federatie van regionale banken. Als gevolg van deze herstructurering kwam onder meer de middenstandsbanken van Leuven, Boom en Kortrijk in de problemen. De ondergang van de banken leidde tot het ontslag van directeur De Ceuster op nieuwjaar 1927.